# Burg Topoltschan
Die Burg Topoltschan (slowakisch Topoľčiansky hrad) ist die Ruine einer Höhenburg beim westslowakischen Ort Podhradie im Okres Topoľčany. Sie befindet sich auf einem 490 m n.m. hohen, teilweise bewaldeten Hügel im Gebirge Považský Inovec südlich von Podhradie, die namensgebende Stadt Topoľčany (deutsch Topoltschan) ist etwa 15 Kilometer nach Südosten entfernt.

## Geschichte

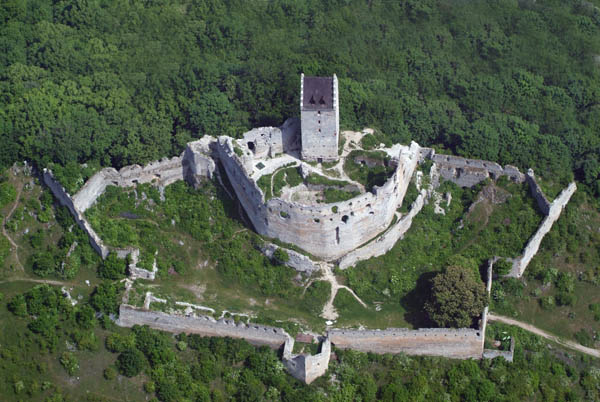
Luftbild der Burgruine

Die Burg wurde im späten 13. oder frühen 14. Jahrhundert erbaut und war Teil der Herrschaftsgebiets von Topoltschan. Auf Grund der flachen Landschaft in der Stadt selbst wählte man einen Felsen oberhalb des damaligen Ortes Hornouc, des heutigen Podhradie, relativ weit von der Stadt am Rande des Herrschaftsgebiets, als Burgstandort. Zu dieser Zeit bestand die gotische obere Burg mit dem balkenförmigen Wohnturm, einer Umfassungsmauer und einem in die Felsen gehauenen Graben. Sie war Besitz der Familie Csák. Nach dem Tod von Matthäus Csák im Jahr 1321 war die Burg eine Zeitlang königliches Gut. Von 1389 bis 1430 gehörte sie der Familie Széchényi. Wegen der zeitweiligen Besetzung von Topoltschan (nicht aber der Burg) durch Hussiten wurde die Herrschaft zweigeteilt, so war die Burg von 1443 bis Mitte des 16. Jahrhunderts Besitz der Familien Országh und Lossonczy. 
Im unruhigen 16. Jahrhundert entstanden eine Vorburg, eine Schießbastei an der südlichen Mauer sowie mehrere Schießscharte. In der zweiten Hälfte des 16. Jahrhunderts wurde auch der alte Burgkern modernisiert. 1595 kam die Burg mit der wiedervereinigten Herrschaft an Sigismund Forgách aus dem gleichnamigen Haus, der die Wohnräume erweitern, Wirtschaftsgebäuden in der Vorburg sowie neue Wehranlagen errichten ließ. In der Zeit von anti-habsburgischen Standesaufständen wurde die Burg 1644, in den 1680er Jahren und im frühen 18. Jahrhundert beschädigt. Nach der Niederschlagung des Aufstands von Franz II. Rákóczi konfiszierte die Hofkammer die gesamte Herrschaft. Seither war die Burg unbewohnt, aber wegen der Burgkapelle Himmelfahrt Mariä noch betreut, weil es bis zum späten 18. Jahrhundert keine Kirche im Ort Podhradie gab. Da der letzte Besitzer, die Familie Stummer, das Schloss im Ort Tovarníky bevorzugte, begann begünstigt durch die relative Abgeschiedenheit der allmähliche Verfall. Der Baron Augustin Stummer ließ im späten 19. Jahrhundert die Burgruine im Geist des Romantismus teilweise konservieren und am Turm eine stufenförmige Gestaltung der Ortgänge anbringen, sodass eine zwar nicht historische, aber charakteristische Silhouette entstand.
Ein Sturm im Juni 1999 zerstörte die Ostseite des Palas in der oberen Burg. Im selben Jahr wurden die Konservierungsarbeiten wieder aufgenommen, die bis heute dauern.